# Плай (Аврам-Янку, Алба)
Плай (рум. Plai) — село у повіті Алба в Румунії. Входить до складу комуни Аврам-Янку.
Село розташоване на відстані 338 км на північний захід від Бухареста, 71 км на північний захід від Алба-Юлії, 75 км на південний захід від Клуж-Напоки, 138 км на північний схід від Тімішоари.

## Населення
За даними перепису населення 2002 року у селі проживали 40 осіб, усі — румуни. Усі жителі села рідною мовою назвали румунську.